# Auriporia pileata
Auriporia pileata är en svampart som beskrevs av Parmasto 1980. Auriporia pileata ingår i släktet Auriporia och familjen Fomitopsidaceae.   Inga underarter finns listade i Catalogue of Life.